# Collomeninae
Collomeninae is een onderfamilie van de familie visstaartjes (Nolidae).

## Geslachten
- Algonia Möschler, 1886[1]
- Collomena Möschler, 1890
- Clettharina Hampson, 1894
- Eucalypta Hampson, 1912[2]
- Gadirtha Walker, 1858[3]
  - synoniem Scolopocneme - type: Scolopocneme bufonia Felder & Felder, 1862[4]
- Iscadia Walker, 1857
- Lophosema Schaus, 1910[5]
- Sebagena Walker, 1865[6]
- Triorbis Hampson, 1894